# مصطفی رهنما
شیخ مصطفی رهنما (۱۲ اسفند ۱۳۰۴ کرمانشاه – ۷ مهر ۱۳۹۲ تهران) از روزنامه‌نگاران با سابقه و روحانیان مبارز دهه سی به بعد بود. عبدالحسین واحدی دایی او بوده‌است.
وی با فروغ الزمان نعمتی( همسر دوم) ازدواج کرد و صاحب پنج فرزند شد که سه پسر با نام‌های محمد جمال و یاسر علی و صامد حسن و دو دختر با نام‌های لیلا خالد و فاطمه برناوی هستند.

## خانواده
پدر مصطفی رهنما شیخ عبدالحسین قاضی‌زاده نام داشت که اصالتاً تبریزی بود. پدربزرگ او به نام میرزا عبدالله قاضی تبریزی در سنین کهولت برای تبلیغ تشیع به کرمانشاه آمد و در آنجا اقامت گزید. گفته می‌شود که پدر او عبدالحسین قاضی زاده در سال ۱۳۱۹ و در زمانی که مصطفی رهنما تنها ۱۵ سال داشته با تزریق آمپول هوا کشته شده‌است.
مادر وی صدیقه بیگم واحدی بُدلا نام داشت و از خانوادۀ مذهبیِ واحدی بود که نسب خود را به امامزاده شاه بدلا در جاپلق می‌رسانند. پدرِ مادر مصطفی رهنما نیز یک روحانی شیعه به نام سید محمدرضا واحدی قمی بود. همچنین مادربزرگ مصطفی رهنما، فخرالشریعه آل‌آقا از خانوادۀ آل‌آقا بود که اصلیت اصفهانی داشته و به کرمانشاه آمده‌بودند. دو پسر فخرالشریعه آل‌آقا به نام‌های عبدالحسین و محمد در فعالیت‌های جمعیت فدائیان اسلام به رهبری نواب صفوی نقش مهمی داشتند.
علاوه بر این‌ها محمد تقی واحدی دایی بزرگ مصطفی رهنما نیز نشریه‌ای با نام «دعوت اسلامی» را با مشی اسلام‌گرایی سیاسی در کرمانشاه منتشر می کرد که انتشار آن تا سال ۱۳۱۴ ادامه یافت.

## زندگی سیاسی
مصطفی رهنما که در صبح ۱۲ اسفند ۱۳۰۴ در کرمانشاه زاده شد. در قم و نجف درس خواند و از اساتیدش محمدحسین کاشف الغطا را باید نام برد. او سپس وارد فعالیت‌های سیاسی شد. وی بنیان‌گذار روزنامه حیات مسلمین بود. او قبل از انقلاب ایران ۱۷ بار توسط حکومت پهلوی دستگیر شد و بعد از ماجرای کودتای ۲۸ مرداد مدت زیادی در جزیره خارک تبعید بود. وی او پیوسته با مجموعه‌های نیروهایی که در جبهه ملی ایران فعال بودند، همکاری داشت. سال‌ها در روزنامه کیهان، اکونومیست، مهر ایران، ندای حق، طوفان شرق، اقدام، پرچم اسلام، آیین اسلام و روشنفکر مقاله می‌نوشت. رهنما در دهه ۱۳۳۰، جمعیت «مسلم آزاد» را تأسیس کرد که پس از کودتای ۲۸ مرداد ۱۳۳۲ تعطیل شد. او همواره تلاش می‌کرد ارتباط رسانه‌ای نیروهای سیاسی مذهبی را فعال نگه دارد. عبدالحسین واحدی؛ مرد شماره ۲ فدائیان اسلام؛ دایی وی بود. همچنین شیخ مصطفی رهنما از پیشگامان حمایت از فلسطین و عضو تشکیلات انتفاضه در ایران بود. بود. او تلاش می‌کرد مردم ایران را در جریان قضیه فلسطین قرار دهد. رهنما همچنین از همرزمان طالقانی بود.

## عضو کانون نویسندگان
رهنما تنها عضو معمم «کانون نویسندگان ایران» بود. او پس از پیروزی «انقلاب اسلامی» در هیئتی از نویسندگان عضو «کانون» بود که به دیدار خمینی رفتند.

## درگذشت
در صبح ۷ مهر در تهران در سن ۸۸ سالگی درگذشت.

## پیام‌های تسلیت
در پی درگذشت رهنما پیام‌های متعددی از سوی نهادهای ایرانی مدافع فلسطین و نیز از سوی شخصیت‌های مملکتی ایران همچون لاریجانی رئیس مجلس، خامنه‌ای رهبر ایران  ؛ روحانی رئیس‌جمهور صادر شد. روحانی در پیام خود گفت: "درگذشت عالم وارسته ... شیخ مصطفی رهنما از پیشگامان و مدافعان آرمان ملت فلسطین موجب تالم خاطر گردید. این عالم مجاهد که عمر پر برکت و گرانمایه خود را در مسیر مبارزه با ستمگری و نشر و گسترش ارزش‌های نظام مقدس جمهوری اسلامی ایران صرف نمود، منشاء خدمات علمی و اجتماعی فراوانی گردید که همچنان اثر گذار خواهد بود... حسن روحانی؛ رییس جمهوری اسلامی ایران"